# Jean-François Clervoy
Jean-François André Clervoy (* 19. November 1958 in Longeville-lès-Metz, Frankreich) ist ein ehemaliger französischer Astronaut.

## Biografie
Clervoy studierte in Frankreich an einer militärischen Hochschule Mathematik (Vorbereitungsklassen Classes Préparatoires) und wurde danach an der angesehene École polytechnique (1978) zugelassen. 1983 schloss er die Nationale Hochschule für Luft- und Raumfahrt (SupAéro) in Toulouse ab. Danach ging er als Ingenieur zur französischen Raumfahrtbehörde CNES und arbeitete an Systemen zur Lageregelung von Satelliten. Daneben diente er in der Luftwaffe, wo er eine Ausbildung zum Testpiloten absolvierte.

## Astronautentätigkeit
1985 wurde Clervoy von der CNES als Astronautenkandidat ausgewählt. Im russischen Sternenstädtchen nahm er 1991 am Astronautentraining teil. Im Jahr 1992 wurde er von der ESA ins europäische Astronautenkorps aufgenommen.
Später arbeitete er im Programm für das Automated Transfer Vehicle und ist oder war Präsident von Novespace.

### STS-66
Am 3. November 1994 startete Clervoy als Missionsspezialist mit der Raumfähre Atlantis zu seinem ersten Flug ins All. Die ATLAS-3-Mission setzte die Serie der Spacelab-Flüge zur Erforschung der Sonnenstrahlung und des Erdklimas fort. Clervoy setzte mit dem Shuttle-Roboterarm den CRISTA-SPAS-Satelliten aus und fing ihn nach acht Tagen freien Fluges wieder ein.

### STS-84
Mit der Raumfähre Atlantis flog Clervoy am 15. Mai 1997 als Nutzlastkommandant zur Raumstation Mir. Nach dem Docken wurden mehrere Tonnen an Ausrüstung und Experimenten in die russische Raumstation gebracht. Außerdem wurde ein Mannschaftswechsel vorgenommen. Astronaut Jerry Linenger wurde nach vier Monaten abgelöst und kehrte mit dem Shuttle zur Erde zurück. Seinen Platz nahm Mike Foale ein. Nach 9 Tagen ging die Mission STS-84 am 24. Mai zu Ende.

### STS-103
Am 20. Dezember 1999 startete Clervoy mit der Raumfähre Discovery zu einer 8-tägigen Wartungsmission für das Hubble-Weltraumteleskop. Während dieser Mission wurden neue Instrumente und Systemerweiterungen installiert. Clervoy bediente den Roboterarm des Space Shuttles, um das Teleskop einzufangen und um seine Astronautenkollegen bei den drei achtstündigen Außenbordeinsätzen im Weltall zu manövrieren.

## Privates
Jean-François Clervoy und seine Frau haben zwei Kinder. Im September 2009 erschien sein Buch Histoire(s) d'espace.